# Uche Okafor
Uchenna Kizito Okafor (Owerri, 8 augustus 1967 – Little Elm, 6 januari 2011) was een Nigeriaans voetballer die als verdediger speelde.

## Clubcarrière
Okafor begon zijn loopbaan in 1986 bij ACB Lagos. In 1988 ging hij naar België waar hij eerst tot 1991 bij Racing Mechelen speelde en aansluitend tot 1992 bij UR Namur. In het seizoen 1993/94 speelde hij in Frankrijk voor Le Touquet AC en in 1994 kort in Duitsland bij Hannover 96. Na kort in Portugal bij UD Leiria en SC Farense en in Israël bij Ironi Ashdod gespeeld te hebben, sloot hij zijn loopbaan af bij Kansas City Wizards waar hij tussen 1996 en 2000 meer dan honderd wedstrijden speelde.

## Interlandcarrière
Voor het Nigeriaans voetbalelftal speelde Okafor tussen 1988 en 1998 in totaal 31 wedstrijden en hij maakte deel uit van de selecties voor het wereldkampioenschap voetbal in 1994 en 1998.

## Trainerscarrière
Na zijn spelersloopbaan werd hij jeugdtrainer in de Verenigde Staten en analist voor ESPN.

## Erelijst
Kansas City Wizards
- MLS Cup

2000
- MLS Supporters' Shield

2000